# キヤノン電子
キヤノン電子株式会社（キャノンでんし 英: CANON ELECTRONICS INC.）は、埼玉県秩父市に本社を置くキヤノングループの一社。

## 概要
ビジネス向けのドキュメントスキャナー、携帯情報端末の開発・生産を行いキヤノンの各国販売会社に卸しているほか、独自事業としてITサービス事業にも注力。自社で情報セキュリティ分野に取り組むとともにキヤノンエスキースシステムグループおよびキヤノン電子テクノロジーグループを傘下に持ち、CRMや業種向けSIを手掛けている。
会社のオフィスから椅子をなくし業績を向上させたことでも知られる。これは酒巻久社長（当時）の発案によるもので、生産部門だけでなく管理部門や社長室からも椅子をなくした。酒巻によれば、立つことで社員同士のコミュニケーション力が高まり、問題解決の速度や精度が劇的に改善したという（ただし、社長室には椅子があるとする社員の証言もある）。また工場の廊下に青く塗られたゾーンがあり、「5m 3.6秒」よりも遅く歩いているとセンサーが感知し、警報音が鳴る。青いゾーンには「急ごう、さもないと会社も地球も滅びてしまう」というスローガンが書かれている。
経済産業省によって2021年、2022年、2023年、2024年度に健康経営優良法人（ホワイト500）認定されている。

## 沿革
- 1954年 - 株式会社秩父英工舎設立（創業）。
- 1964年
  - キヤノン電子株式会社に商号変更。影森工場を開設。
  - 一眼レフ用FLレンズ絞りユニットの生産開始。
- 1965年 - 東京営業所を開設。
- 1971年 - ステレオカセットデッキ用磁気ヘッドの生産開始。
- 1975年 - キヤノンAE-1用シャッタ・主要ユニットの生産開始。
- 1979年 - フロッピーディスクドライブの生産開始。
- 1981年 - 東京証券取引所第二部に上場。
- 1984年 - 美里工場を開設。
- 1989年 - Canon Electronics (Malaysia) SDN.BHD.を開設。
- 1990年 - 電子ファイリングシステムの生産開始。
- 1993年 - 美里工場事務機ISO9002認証を取得。
- 1995年
  - 美里工場BS7750認証取得。
  - スキャナカートリッジの生産開始。
- 1996年
  - マイクロ製品をキヤノンから事業移管（IMS事業発足）。
  - 美里工場ISO14001認証取得（切換）。
  - レーザービームプリンタ累計生産500万台達成。
  - APSカメラ用磁気ヘッドの生産開始。
- 1998年
  - 東京証券取引所第一部に指定替え。
  - 事務機コンポ生産移管。
  - CAM（超小型ステッピングモータ）の生産開始。
- 1999年
  - 「高収益企業化」ビジョンの明示と意識改革運動開始。
  - 赤城工場（LBP委託組立）を開設。
  - レーザースキャナユニットをキヤノンから生産移管。
  - 赤城工場ISO14001認証取得。
  - 影森工場ISO14001認証取得。
  - 芝浦フロントオフィスおよび芝浦R&Dセンターを開設。
  - プレゼンテーション用ソフトウェアの開発、販売開始。
- 2000年
  - ハンディターミナル事業をキヤノンから事業移管（HT事業発足）。
  - レーザスキャナユニットの一貫生産体制が確立。
- 2001年 - 秩父地区3工場を1工場に拠点統合。
- 2002年
  - 秩父地区生産子会社2社の清算と事業再構築。
  - 小型射出成型機の生産開始。
- 2003年
  - 有利子負債がゼロとなり無借金体質の達成。
  - プライバシーマーク認証を取得。
- 2004年
  - 芝浦フロントオフィスを東京本社に改称。
  - 美里事業所リニューアル。
- 2005年
  - 業務用生ごみ処理機を生産開始。
  - 早稲田大学（本庄）にキヤノン電子奨学金制度開設。
- 2006年
  - 赤城モールド工場の稼動開始。
  - 連結売上高が初めて1000億円を突破。
  - プラスチックレンズ累計生産個数1億個達成。
  - 第三者割当増資でイーシステム（現・キヤノンエスキースシステム）を連結子会社化。
- 2007年 - 株式分割実施（1株に対し、1.5株の割当）
- 2008年 - TOBによりアジアパシフィックシステム総研（現・キヤノン電子テクノロジー）を連結子会社化。
- 2017年
  - インドのPSLVロケットによる初の小型人工衛星打ち上げ成功。
  - IHIエアロスペース、清水建設、日本政策投資銀行と共同で新世代小型ロケット開発企画株式会社を設立。
- 2018年
  - 初めて参画した小型ロケットSS-520の打ち上げ成功。
  - 新世代小型ロケット開発企画を事業会社化し、スペースワン株式会社を発足。

## 関連会社
- キヤノンエスキースシステム株式会社（CRMシステムの開発・販売）
  - キヤノンアルゴスロジック株式会社（SI事業、Cacheライセンス販売/開発/サポートサービス）
- ハミングヘッズ株式会社（セキュリティプラットフォームの開発）
- キヤノン電子テクノロジー株式会社（業種別システムの開発・販売）
  - 日本NonStopイノベーション株式会社（HP Integrity NonStop サーバ上のアプリケーション開発を手掛ける。日本ヒューレット・パッカードとの共同出資企業）
- キヤノン電子ビジネスシステムズ株式会社（キヤノン製オフィス機器の販売）
- Canon Electronics (Malaysia) SDN.BHD.（磁気コンポーネントの生産）
- 鶴巻時計店英工舎（秩父英工舎の前身）
- スペースワン株式会社（ロケットの製造、打ち上げ）